# Kongos
Pour les articles ayant des titres homophones, voir Kongos (groupe), Congo et Kongo.
« Bakongo » redirige ici. Pour les articles homophones, voir Bacongo et Bas-Congo.
Les Kongos ou Bakongo (Congos, Kongolais ou Congolais, pour les formes francisées, à ne pas confondre avec les habitants des deux Congos) forment un peuple bantou d'Afrique centrale. On les trouve essentiellement au sud du Gabon (dans les provinces de Nyanga et Ngounié), au sud de la république du Congo (régions du Pool (Mpumbu), Bouenza (Buenza ou Bwenza), Niari (Niadi ou Niari), Lekoumou (Lekumu) et Kouilou (Kwilu ou Kuilu)), au nord de l'Angola (provinces de Uíge (Wizidi), Cabinda (province : Kabinda)  et Zaire (Nzadi)) et dans la province du Kongo central en république démocratique du Congo. Les Kongos sont évalués à plus de 18 millions d'individus.

## Ethnonymie
Selon les sources on observe de multiples variantes : Bacongo, Bakango, Ba-Kongo, Bisi Kongo, Besi Kongo, Bakongo, Bashikongo, Congo, Congos, Kongos, Esikongo, Akongo, Koongo, Nkongo, Wakongo, Wacongomani, etc.
Sur le plan international, c'est le terme Bakongo qui prévaut. ba- étant en kikongo le préfixe qui signale le pluriel (mu- le singulier et ki- la langue).
| Singulier (une personne kongo) | Mukongo, Musi Kongo, Muisi Kongo, Mwisi Kongo, Nkongo |
| Pluriel (le peuple kongo)      | Bakongo, Bisi Kongo, Esikongo, Besi Kongo, Akongo     |
| Langue (la langue kongo)       | kiKongo                                               |

Ne en kikongo désigne un titre, il est donc incorrect d’appeler les Kongos par Ne Kongo ou un(e) Kongo par Ne Kongo.

## Langues

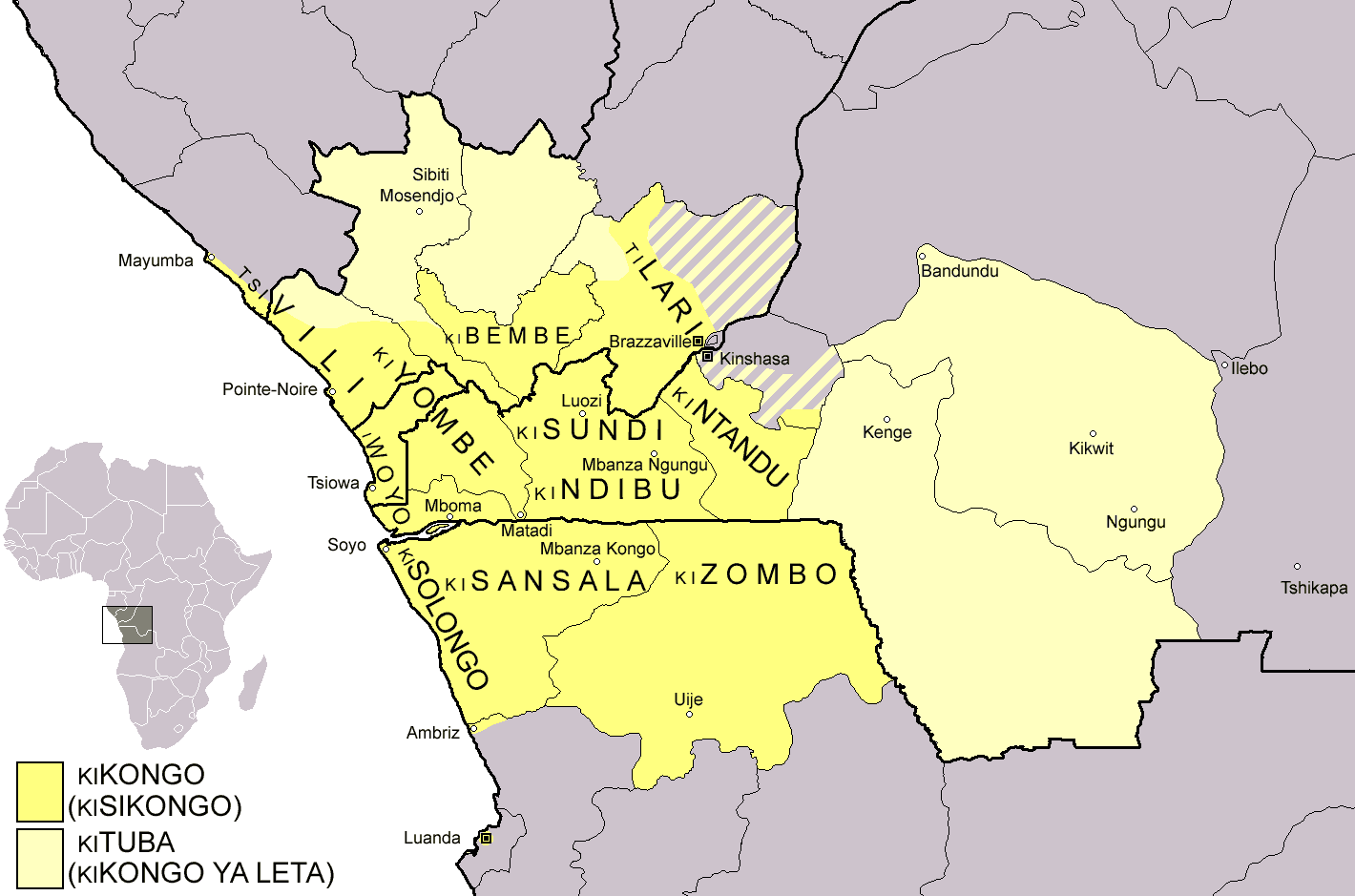
Distribution géographique des langues kongo et du kituba. N. B. ,, : Le kisikongo (aussi appelé kisansala par certains auteurs) est le kikongo parlé à Mbanza Kongo. Le kisikongo n’est pas la langue mère qui porte le groupe linguistique kongo.

Ils parlent diverses variantes du kikongo ainsi que le kituba  ou le kikongo ya leta, qui est un créole kikongo. En république démocratique du Congo et parmi les bakongo angolais qui y ont vécu pendant des années comme réfugiés, le kikongo a cédé beaucoup de terrain au lingala.

## Ethnies Kongos
En République du Congo :
- Beembe
- Dondo
- Gangala (ou Hangala)
- Kamba
- Kongo de Boko
- Kugnis
- Lari
- Sundi
- Vili
- Yombe

En République démocratique du Congo (liste non exhaustive) :
- Besi-Ngombé
- Badikidiki
- Lemfu
- Lula
- Manteke
- Mbata
- Mboma
- Mbeku
- Mpangu
- Manyanga
- Ndibu
- Nkanu
- Ntandu
- Solongo
- Sundi
- Vungu
- Woyo
- Yombe
- Humbu

En Angola (liste non exhaustive) :
- Kotchi
- Lindji
- Sansala
- Solongo
- Sundi
- Vili
- Woyo
- Yombe
- Zombo

Au Gabon :
- Vili

## Histoire

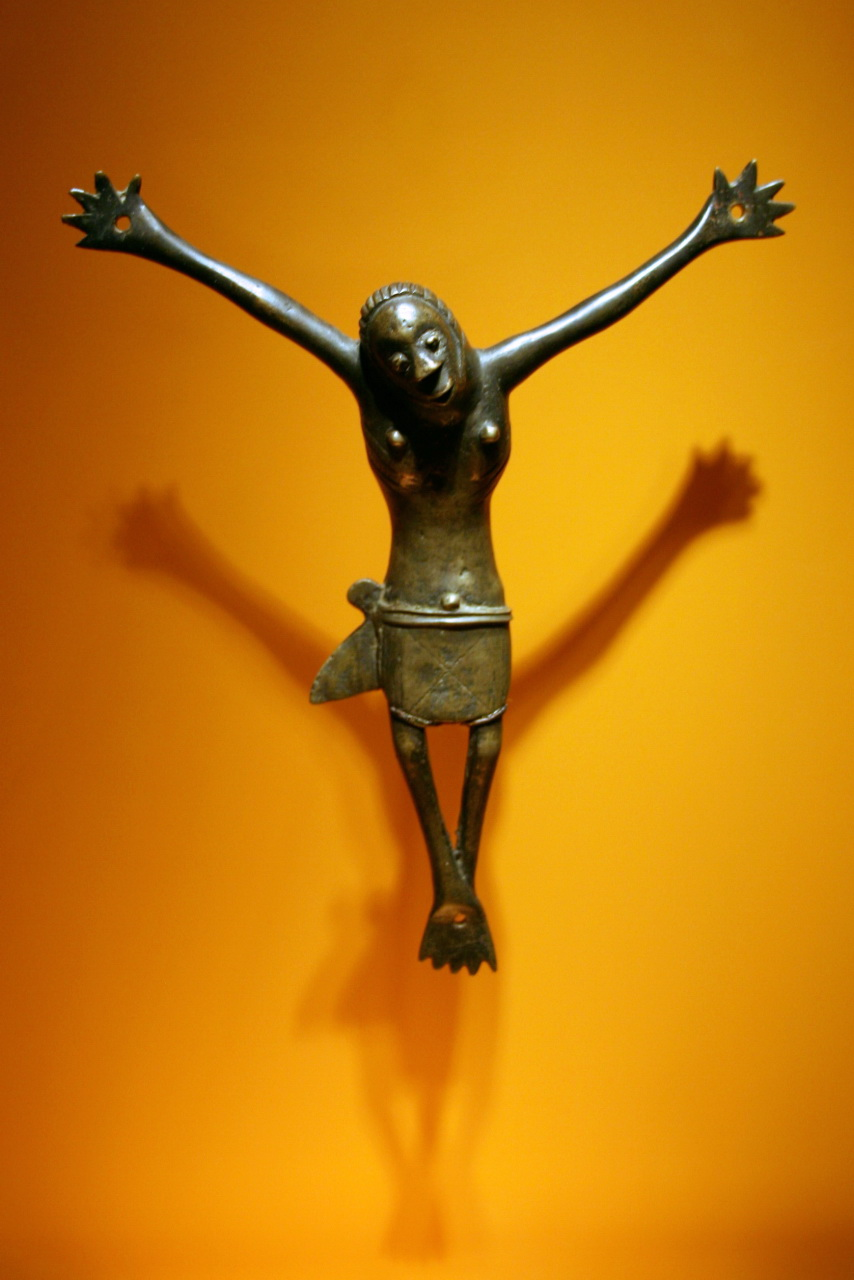
Crucifix en alliage de cuivre du XVIIe siècle (république démocratique du Congo)

Des preuves archéologiques ont été trouvées à Tchissanga (actuellement en République du Congo), un site datant d'environ 600 av. J.-C. Cependant, le site ne prouve pas quel groupe ethnique résidait à cette époque . Le peuple Kongo s'était installé dans la région bien avant le cinquième siècle de notre ère, avait créé une société qui utilisait les ressources diverses et riches de la région et avait développé des méthodes d'agriculture . Selon James Denbow, la complexité sociale avait probablement été atteinte au deuxième siècle de notre ère .
Selon Jan Vansina, des petits royaumes et des principautés Kongo sont apparus dans la région actuelle vers 1200 de notre ère, mais l'histoire documentée écrite de cette période du peuple Kongo, si elle existe, n'a pas survécu à l'ère moderne. Une description détaillée et abondante du peuple Kongo qui vivait près des ports atlantiques de la région, en tant que culture, langue et infrastructure sophistiquées, apparaît au XVe siècle, écrite par les explorateurs portugais . Les travaux anthropologiques ultérieurs sur les Kongos proviennent des écrivains de l'époque coloniale, en particulier des Français et des Belges (Loango, Vungu et la vallée du Niari), mais ils sont eux aussi limités et ne couvrent pas de manière exhaustive l'ensemble du peuple Kongo . De la poterie datée entre 2155 et 2035 bp, 420 BC – AD 130 avait été trouvé à Ngovo (actuellement dans le Kongo central) et datée de bien avant, entre 2500-2400 bp à Tchissanga (actuellement en République du Congo). D’après Koen Bostoen:  L’ancêtre commun du groupe Kikongo a au moins 2 000 ans et il a émergé non loin du Pool Malebo où se trouvent actuellement les capitales de Kinshasa et Brazzaville. et   La première expansion du groupe Kikongo vers la côte Atlantique est le corollaire de la première colonisation de la région par des populations bantouphones qui ont descendu le fleuve Congo au moins plus d’un millénaire avant que le royaume ne commence à émerger ,.
D’après les traditions orales recueillies, avant la création de Kongo dia Ntotila, il y aurait eu Kongo dia Ntété (aussi connu sous le nom de Kongo dia Tuku;  le Kongo des origines), à la suite de l’éclatement du Kongo dia Ntété il y aurait eu la création d’autres royaumes et une migration sous forme spirale (forme qui rappelle le coquillage Kodia (coquille d’escargot)) des Kongos. Toujours d’après ces traditions orales pour les Kongos le premier Homme serait Mahungu (ou Mawungu, Mavungu) (au départ un être  mi-homme, mi-femme puis plus tard cet être se scinda en deux, en homme et en femme), Ma Nguunu (ou Ngunu) serait aussi un des ancêtres des Kongos et Kongo dia Ntotila aurait été créé bien avant 1390 et 1200. On découvre aussi le mythe de la femme aux neuf seins,,,,,.
Selon Vansina, les preuves suggèrent que le peuple Kongo était avancé dans sa culture et ses systèmes sociopolitiques avec de multiples royaumes bien avant que les Portugais atteignirent les côtes du fleuve Nzadi (en langue Kongo Nzadi veut dire fleuve ; le nom Zaire (en français Zaïre) est né d'une mauvaise compréhension ou prononciation des portugais) sous la conduite de Diogo Cão en  1482 ,,. À l’arrivée des Portugais, le royaume Kongo était à son apogée grâce à la culture de l’igname, le traitement du fer et l’échange de houes contre de l'ivoire avec les peuples de l’intérieur.
Les Bakongo établirent des relations diplomatiques, qui prévoyaient également l'envoi d'une délégation à la cour royale du Portugal en 1485. Les relations d’abord égalitaires se transformèrent en une mainmise des Portugais. Dans un esprit de modernisation, les dirigeants kongo acceptèrent le christianisme des missionnaires européens. Cela comportait également l'adoption des mœurs et style de vie portugais, ce qui déplut à une grande partie du peuple. Il en résulta des tensions entre les chrétiens et les adeptes des spiritualités kongo. Qui plus est, dans les années  1450, un prophète, Ne-Buela Muanda, prédit l'arrivée des portugais et la mise en esclavage physique et spirituel de beaucoup de Bakongo,.
Après 1500, les Portugais demandaient des esclaves. Les Portugais installés à Sao Tomé-et-Principe avaient besoin de main-d'œuvre esclave pour leurs plantations de canne à sucre et ils ont d'abord acheté de la main-d'œuvre (des prisonniers de guerre et des criminels). Peu après, les portugais avec la complicité de certains Kongos (cf. : lettre du roi Kongo  Alphonse Ier) ont commencé à kidnapper des citoyens libres et exemptés de la société Kongo et après 1514, ils ont provoqué des campagnes militaires dans les régions africaines voisines pour plus obtenir de la main-d'œuvre esclave . De plus les portugais comptaient aussi sur la Christianisation pour asservir le peuple Kongo, le sel connu avant l’arrivée des portugais était distribué dans des villages Kongos par des missionnaires occidentaux pour asservir. Les raids d'esclaves et le volume du commerce d'êtres humains réduits en esclavage ont augmenté par la suite et dans les années 1560, plus de 7 000 esclaves par an étaient capturés et exportés par les commerçants portugais vers les Amériques. Le peuple Kongo et les peuples voisins ont riposté par des violences et des attaques; les Kongos ont également créé des chansons pour s’avertir de l’arrivée des portugais, une des chansons connues est « Malele » (Traduction: « Malheur » ou « Malédiction », chanson présente parmi les 17 chansons  Kongos chantées par la famille Massembo de la Guadeloupe lors du Grap a Kongo ). En 1568 Mbanza-Kongo a été pris par les Yakas ; Le royaume du Kongo ne retrouva jamais sa grandeur passée et les années suivantes virent les Bakongo se battre alternativement contre et avec les Portugais et les Néerlandais pour finalement être colonisés en 1885 ,.
Au XXe siècle, un parti politique kongo, l'Alliance des Bakongo (ABAKO)  ainsi que les communautés Kimbanguiste (Simon Kimbangu) jouèrent un rôle important dans l'indépendance de la République démocratique du Congo en 1960. Les Kongos jouèrent aussi un rôle important dans l’indépendance de la République du Congo (L’Amicale des originaires de l'Afrique-Équatoriale française,  Matswanisme ou Matsuanisme ou encore Matsouanisme (André Matswa ou Matsua), UDDIA, PPC)  ainsi que celle de l'Angola (FNLA, MLEC, Tokoïsme (Simão Toko ou Toco), FLEC, CAUNC, ALLIAMA).
Le royaume levait des impôts, établissait le travail obligatoire de ses citoyens pour financer sa stabilité sociale. En effet, la prise en charge de la frange la moins favorisée de la société était le devoir principal du roi. Le roi pouvait être un homme comme une femme. Lorsque c'était un homme, son épouse était la première dame du pays, et pouvait choisir et répudier son mari, le destituer, lever l'armée, etc.
Les jours de travail étaient réglementés, de sorte qu'un jour de repos tous les sept jours était accordé à chaque personne, mais par roulement selon les provinces et les clans. La semaine Kongo est constituée de quatre jours, le mois de 28, et on compte quatre jours de repos par mois (un tous les sept jours).
Contrairement à nombre de sociétés non-africaines de la même époque, le système social était plus favorable aux moins nantis, dans la mesure où :
- les propriétaires de terrains, les employeurs et toute la classe aisée devaient prendre en charge les plus démunis, sous peine de déshonneur. Par exemple, il était obligatoire qu'un employeur fasse travailler ses employés le matin et leur laisse l'après-midi pour produire pour leur famille et leur bien personnel ;
- tout manquement pouvait s'accompagner de discrédit social.

Quant au roi, il était le responsable de toutes ces franges de la société.
Il était élu par un groupe de gouverneurs, habituellement des chefs de parties importantes et par la suite par les officiels portugais. Les villes étaient généralement dirigées par des chefs de village, devant qui ils étaient responsables. Tous les membres du gouvernement étaient investis dans leurs fonctions sous des conditions de compétence, de respect des mœurs et avec l'aval des autorités spirituelles.

## Culture
La religion Kongo (Kikongo : Bukongo) considère le monde comme multidimensionnel. Le monde matériel et le monde spirituel sont deux espaces qui se croisent en certains points de l'univers. Les humains sont cantonnés en dimensions inférieures (3) ou avancées (hauts prêtres, etc. : 4 et plus). Les esprits évoluent dans une sous-partie de cet univers d'au-moins 8 dimensions. Dans le monde des esprits se trouve la cité des ancêtres, Mpemba. Au-delà de ces mondes, se trouve Kalunga Nzambi a Mpungu Tulendu (ou Tulendo). Les ancêtres font office d'intermédiaires entre le divin et l'homme.
Le divin est perçu comme la Cause primaire de toute chose, l'essence vitale de toute chose ainsi que la destination finale de toute chose. C'est ainsi que Kalunga est à la fois le lieu où se dirigent les esprits, dont ils sont issus et Dieu Lui-même (Nzambi), source de ces esprits. Kalunga est aussi la mer primitive dont tout est sorti, l'auto-créé.
La spiritualité est aussi à la base de l'organisation politique et sociale.
L'intersection entre les deux mondes a une forme de croix, d'où l'importance de ce symbole dans la pensée Kongo. De plus, le personnage de Ne-Kongo (dont vient le nom Kongo) est supposé être cette intersection de Kalunga avec le monde humain, donc un être divin sous forme humaine, symbolisé aussi par la croix. Ce sont ces similitudes avec le christianisme qui en ont facilité l'adoption.
La descendance est matrilinéaire, et l'ensemble du peuple Kongo est regroupé autour de 12 clans (kânda en Kongo), que l'on retrouve aussi dans les dénominations de nombreux peuples d'Afrique noire ; ainsi les Mbenza chez les Sérères, Wolofs, descendants de Nzinga, etc.

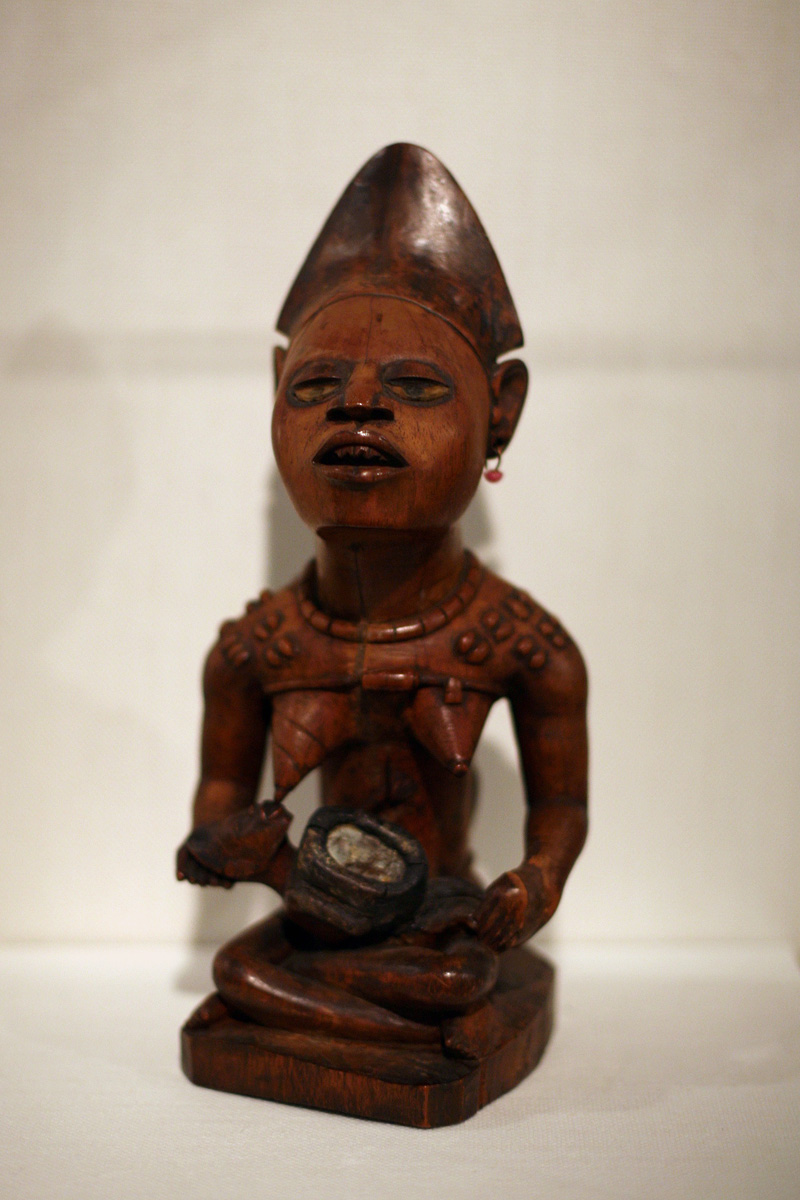
Sculpture d’une femme et son enfant (Phemba)
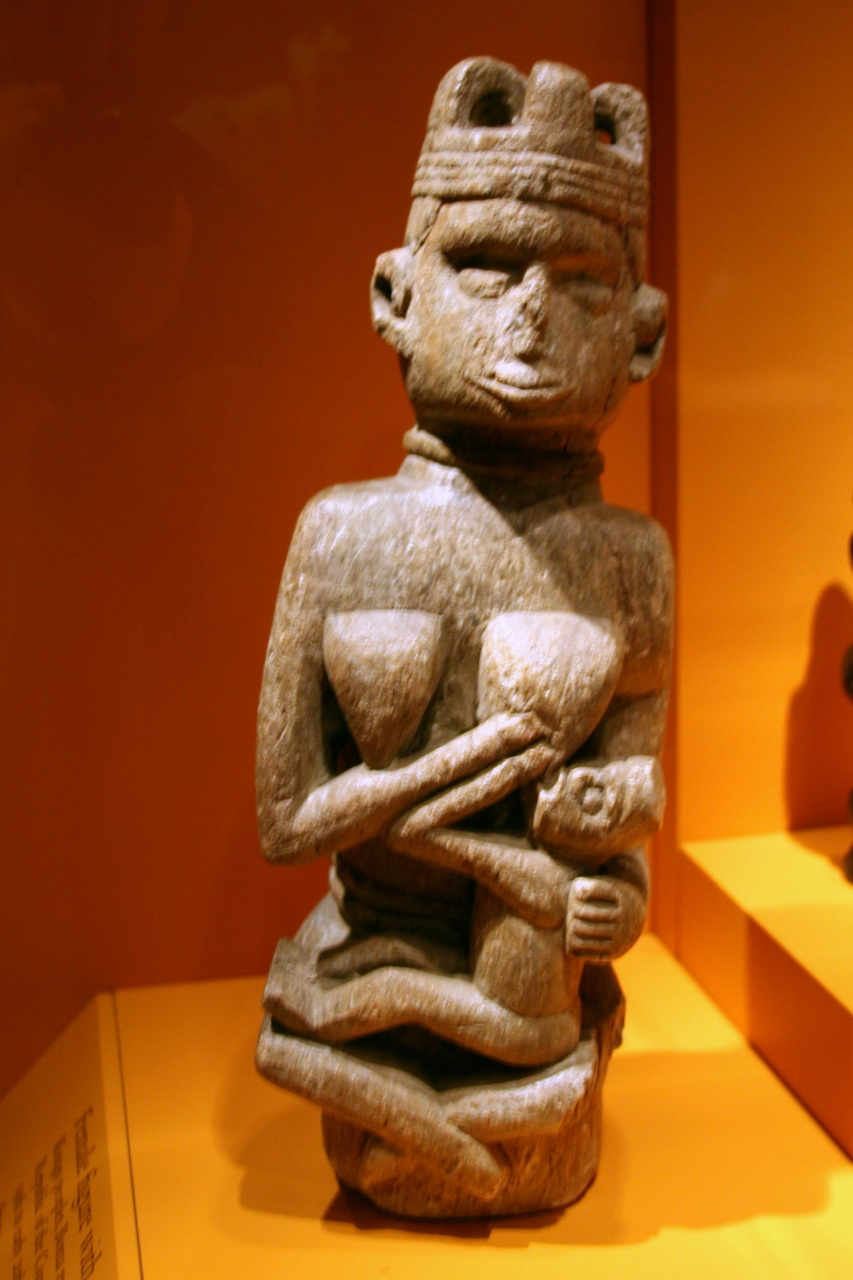
Statue de pierre (région de Boma)
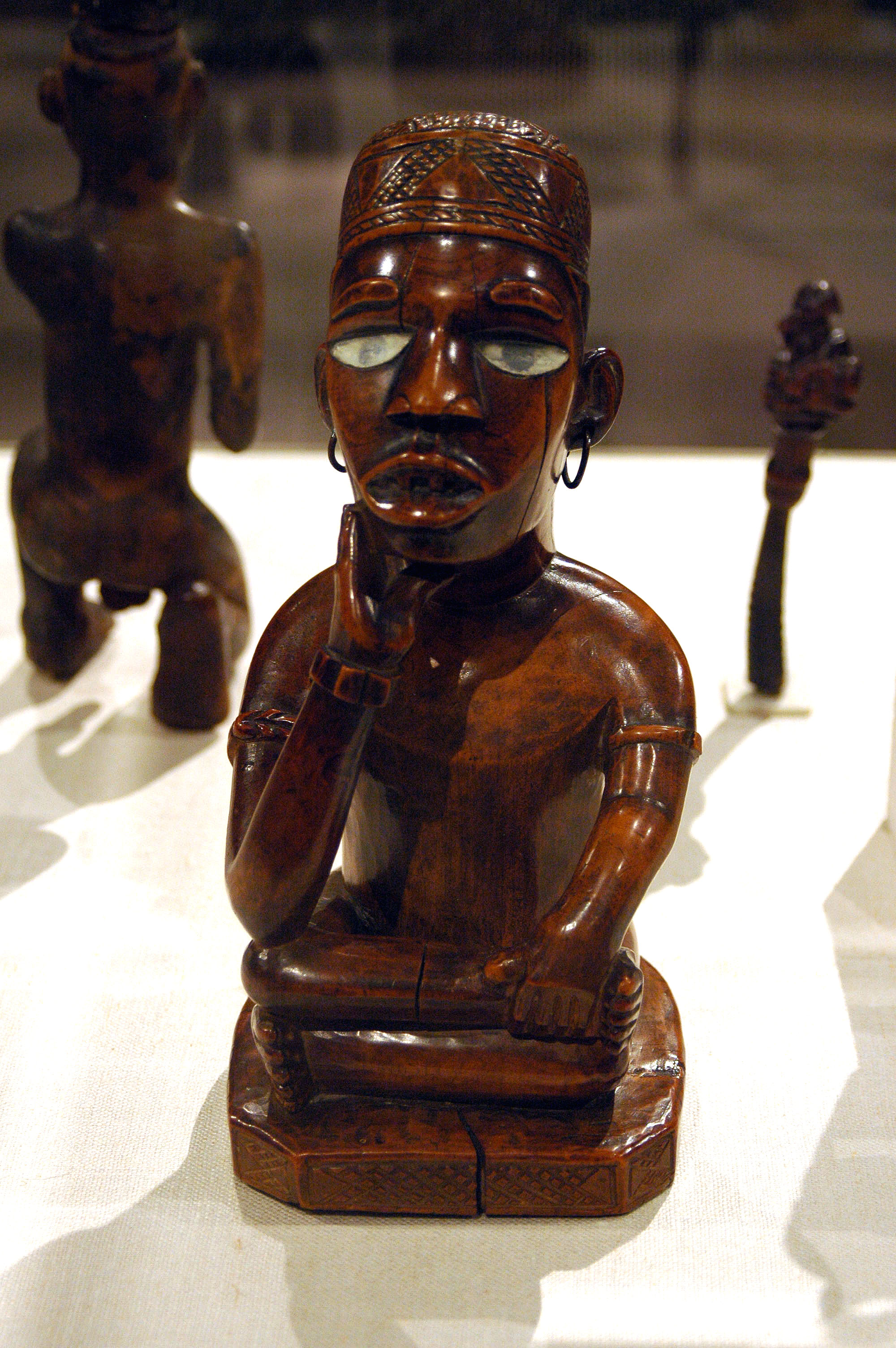
Sculpture d’un homme assis
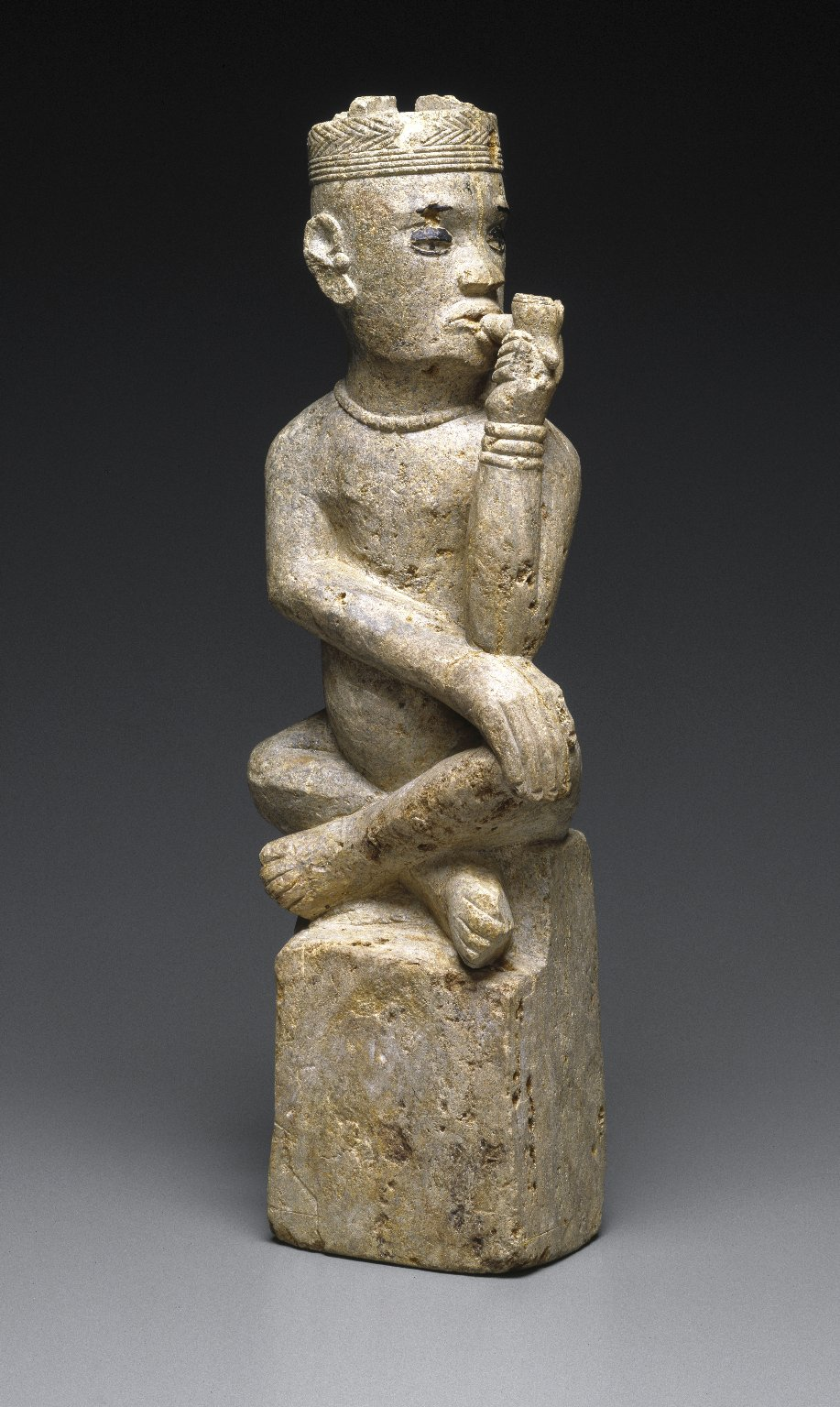
Sculpture en pierre d’un homme et sa pipe (région de Boma)
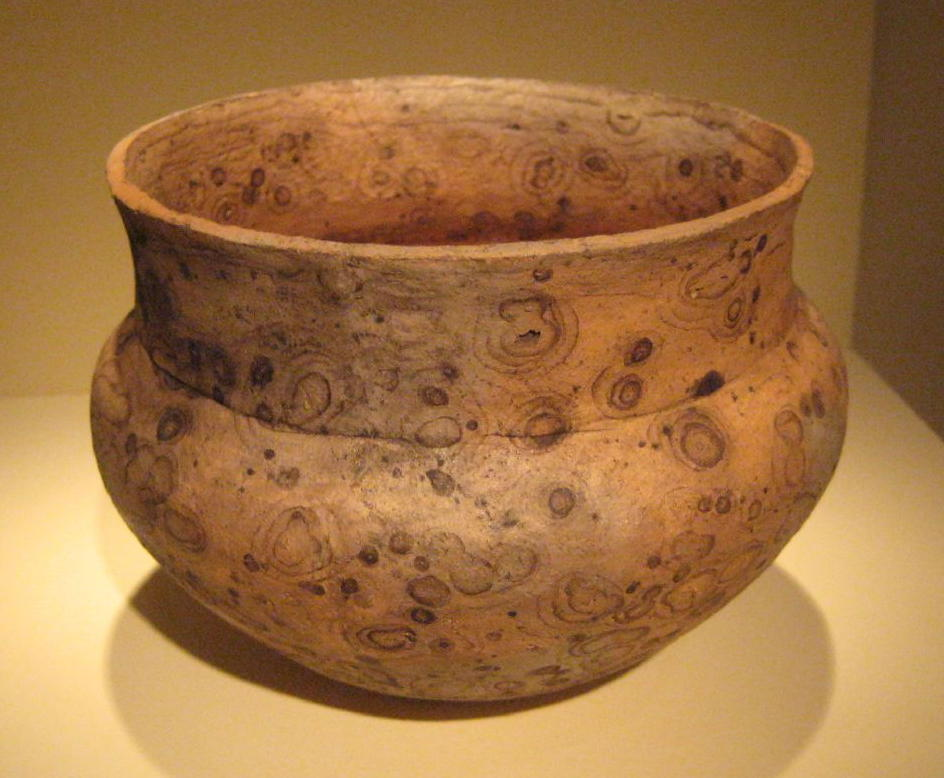
Céramique et teinture végétale)
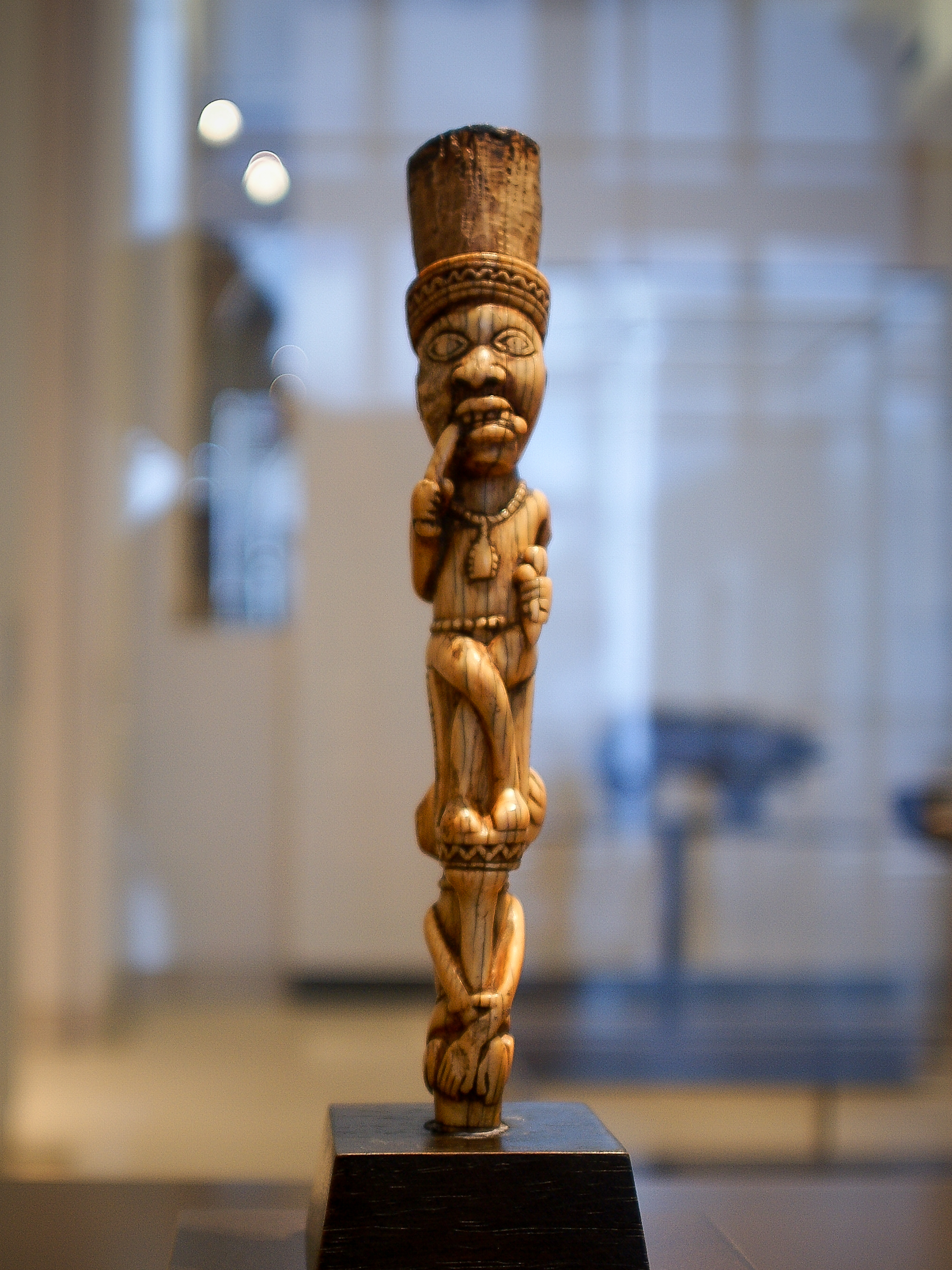
Sculpture Yombé
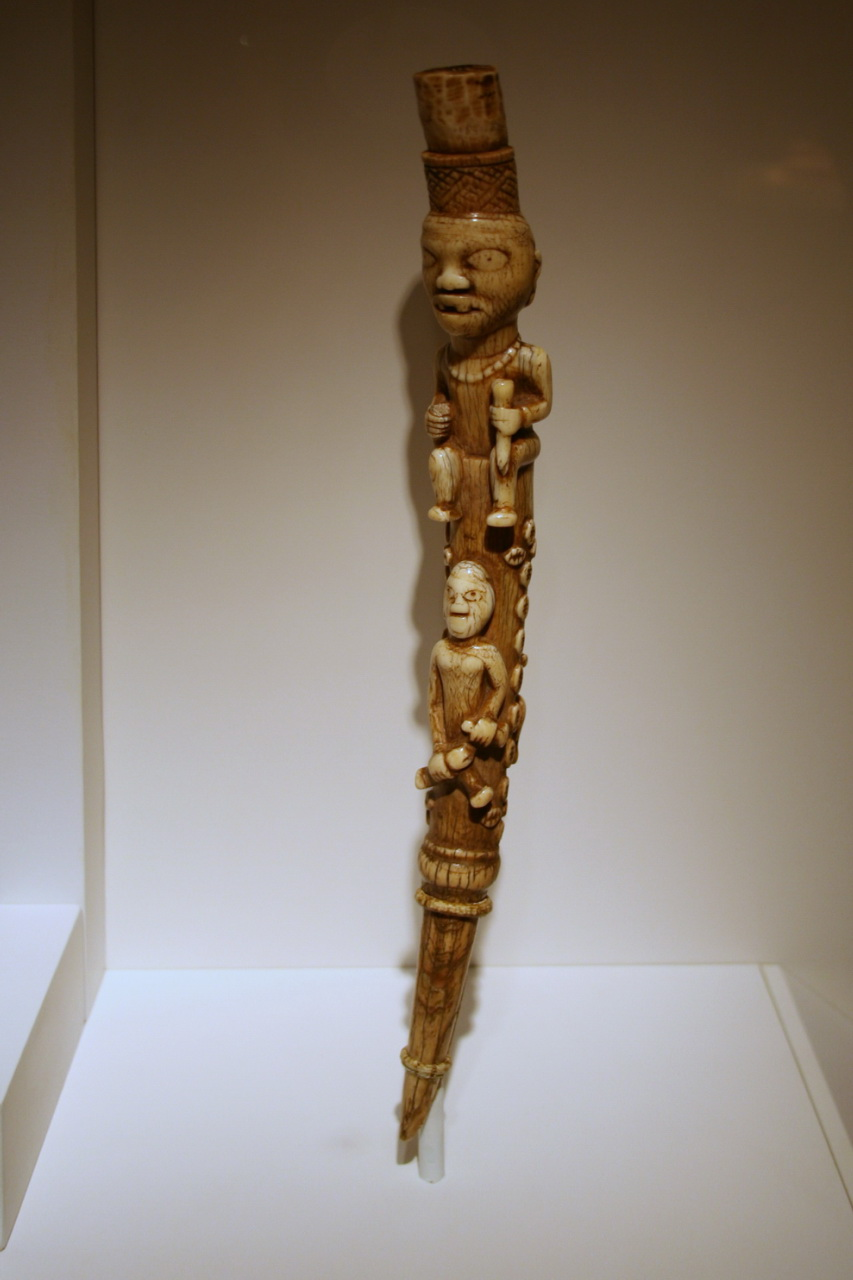
Poignée de chasse-mouche en ivoire
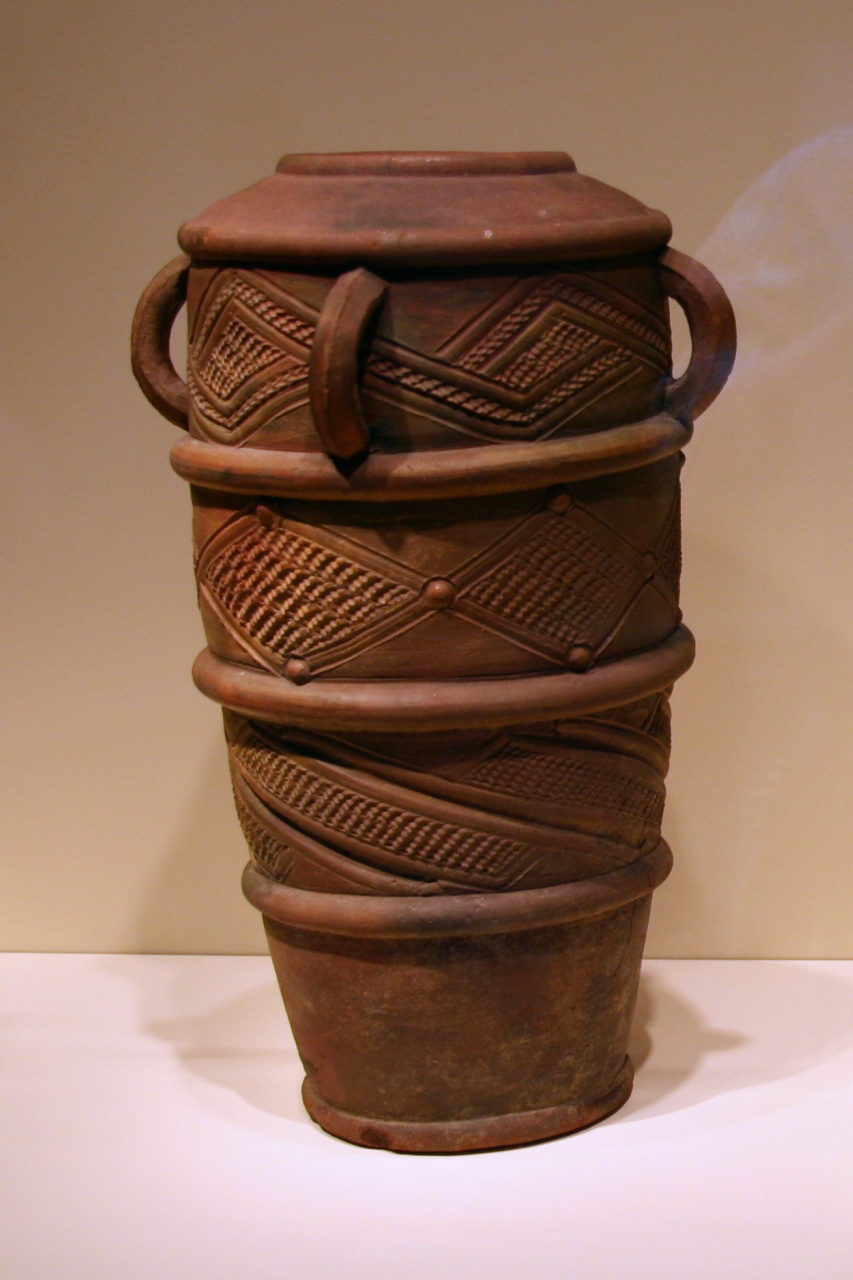
Objet funéraire
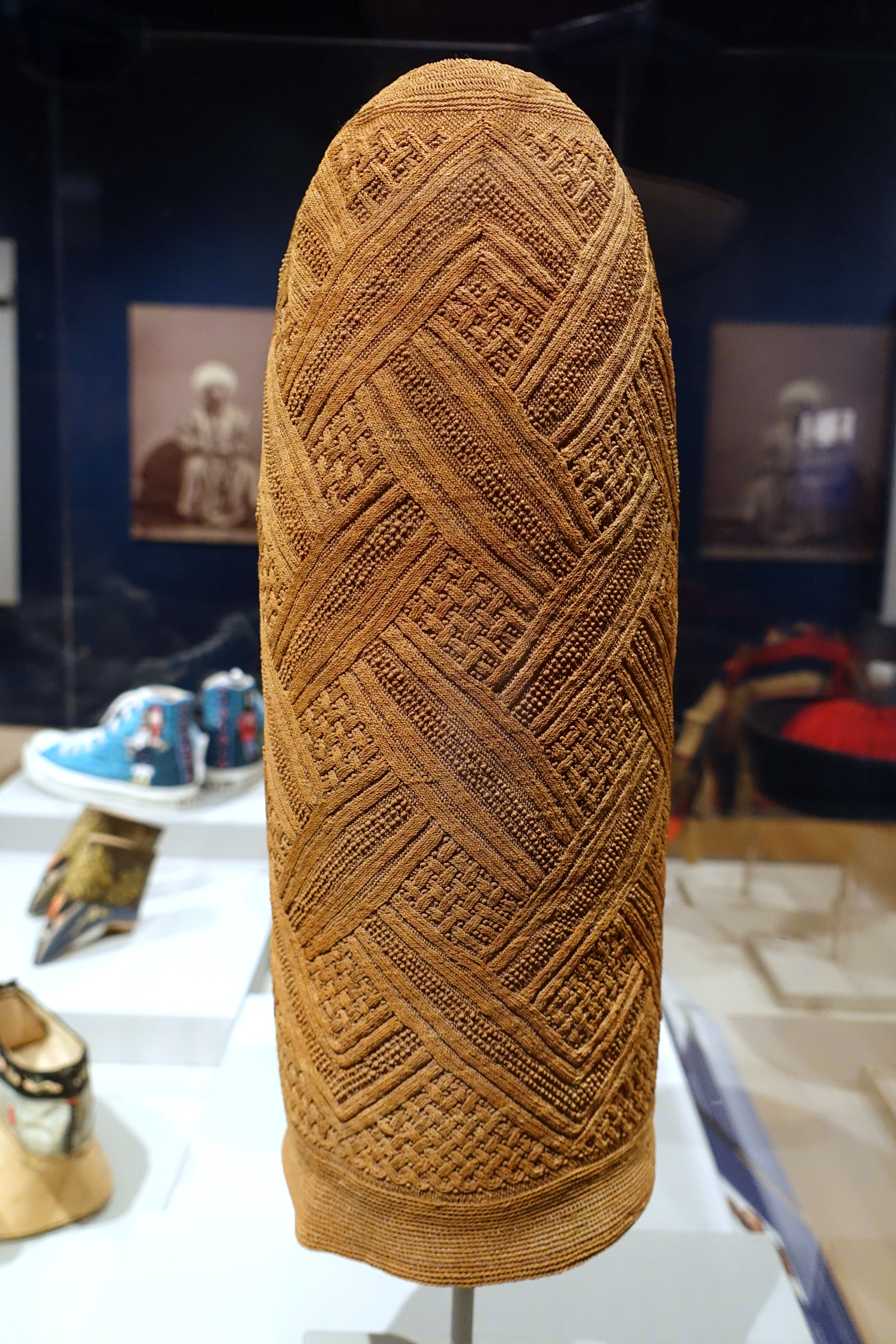
Chapeau traditionnel Kongo
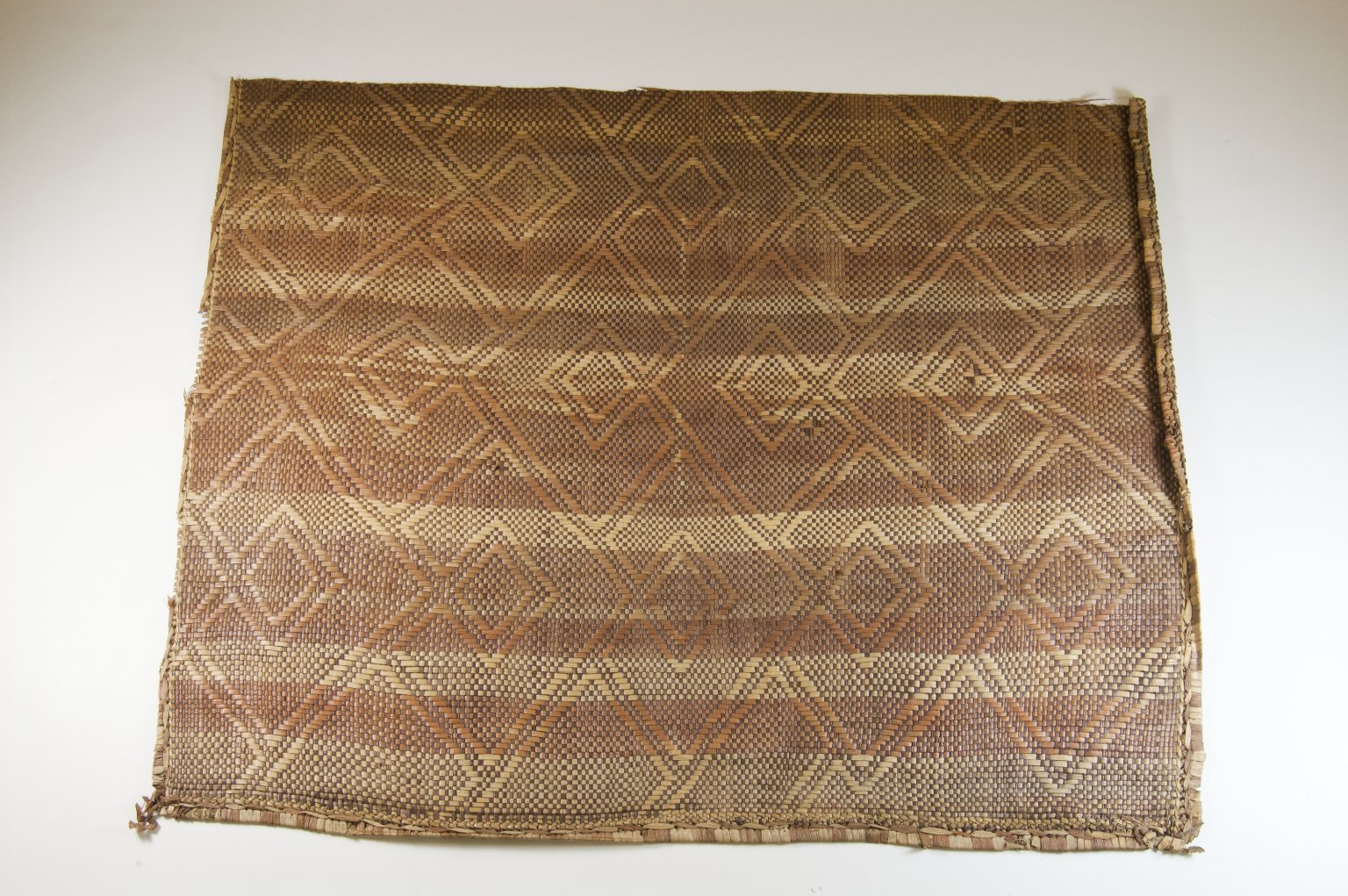
Tapis Kongo
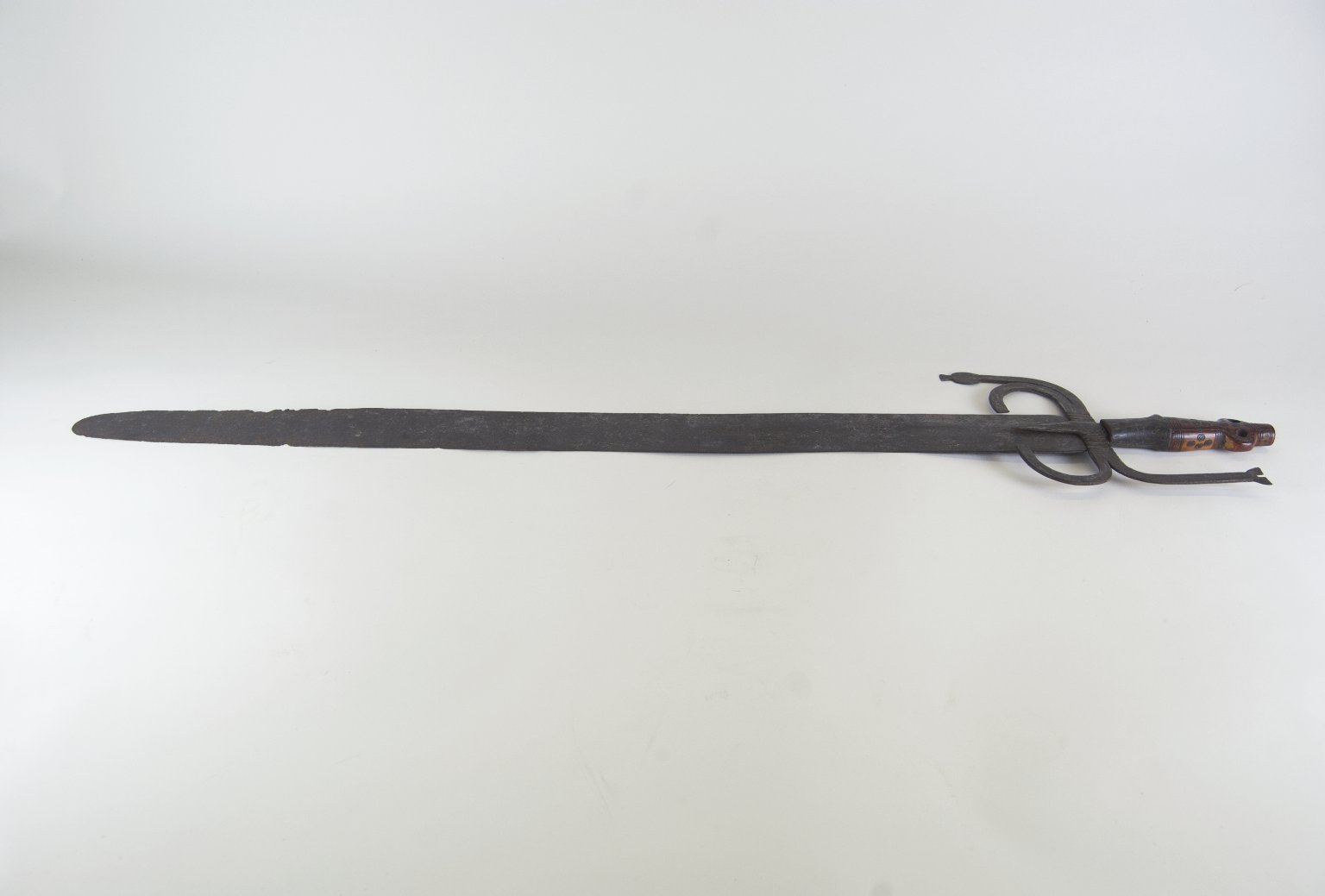
Épée Kongo

## Agriculture
Les Kongo cultivent le manioc, la banane, le maïs, la patate douce, l'arachide, les fèves et le taro. Les sources de revenu sont le café, le cacao, la banane et l'huile de palme. La pêche et la chasse sont toujours pratiquées dans certaines campagnes, mais beaucoup de Kongo vivent, travaillent et commercent dans les villes.

## Diaspora

### Les Kongos des Antilles

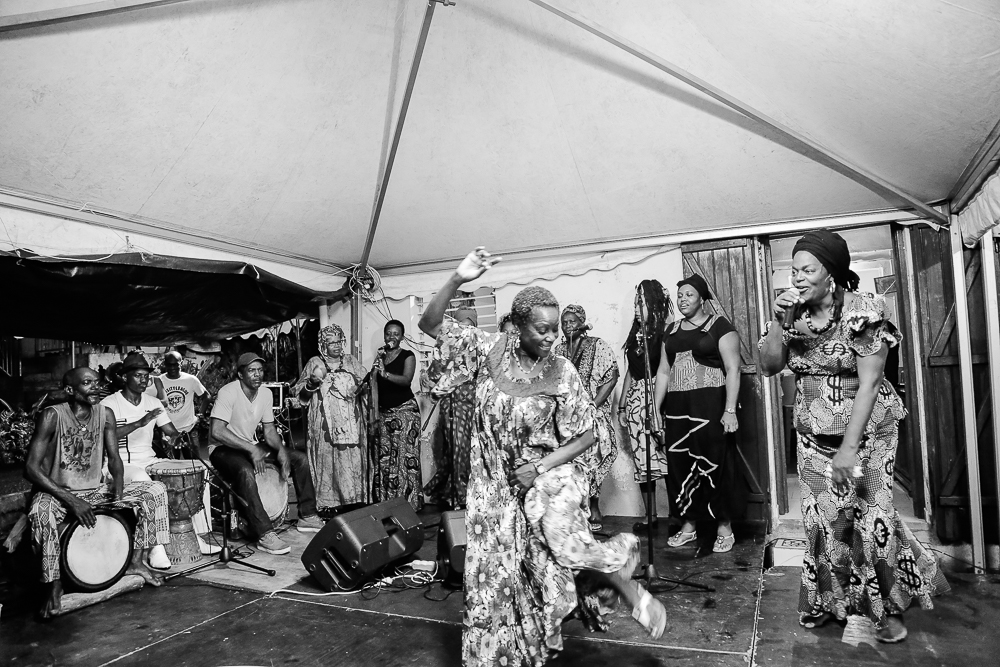
Grap a Kongo en Guadeloupe, rites perpétués par la famille Massembo (Masembo en kikongo) descendants du Congo-Brazzaville, rituel congolais dédié aux ancêtres.

En 1848, après la seconde abolition de l'esclavage dans les colonies françaises, les propriétaires de plantations sont confrontés à un manque de main-d’œuvre, les anciens esclaves refusant de travailler pour un salaire de misère. Le système de l'engagisme se remet en place, avec des travailleurs recrutés en Asie (Inde et Chine), ainsi qu'au Congo. À tire d'exemple, entre 1858 et 1861, plus de 6000 Kongos arrivent en Guadeloupe. Leur intégration est parfois difficile dans la société créole, et ces nouveaux arrivants se font discrets. Les patronymes restent toutefois de précieux témoignages de cette histoire.

## Personnalités

### Politique, armée et résistance
- Nzinga Nkuwu
- Pierre II du Kongo
- Alfonso Ier Nzinga Mvemba, 1er roi chrétien du royaume du Kongo
- Garcia Ier du Kongo
- Kimpa Vita, prophètesse du Royaume du Kongo
- Simon Kimbangu, prophète de la Nation et résistant
- André Matswa, leader indépendantiste
- Joseph Kasa-Vubu, premier président de la République démocratique du Congo
- Fulbert Youlou, premier président de la République du Congo
- Holden Roberto, leader indépendantiste en Angola
- Justine Kasa-Vubu, fille du premier président de la République démocratique du Congo
- Léopold Massiala, ancien général en RDC ;
- Marcellin Lukama, ancien général d'armée en RDC ;
- Ange Diawara, militaire congolais
- Olive Lembe di Sita, épouse de Joseph Kabila
- Daniel Kanza, leader indépendantiste, politicien congolais et premier gouverneur de la ville de Kinshasa
- Sophie Kanza, première femme ministre en République démocratique du Congo
- Thomas Kanza, homme politique congolais
- Daniel Safu, homme politique congolais et député national
- Alphonse Massamba-Débat, deuxième président de la République du Congo
- Gaston Diomi Ndongala, premier bourgmestre de la commune de Ngiri-Ngiri
- Eugène Diomi Ndongala
- Christelle Vuanga, députée nationale
- Abdoulaye Yerodia Ndombasi, ancien vice-président de la République démocratique du Congo
- Paul Panda Farnana, premier universitaire du Congo et premier agronome
- Albert Fabrice Puela, homme politique et ministre congolais
- Bundu dia Kongo, mouvement politico-religieux
- Marie-Madeleine Mienze Kiaku, femme politique congolaise
- Luzolo Bambi, ancien conseiller de Joseph Kabila
- Alliance des Bakongo, parti politique
- Judith Tuluka Suminwa, Première femme nommée Première Ministre de la République Démocratique du Congo.

### Activistes, auteurs et scientifiques
- Nginamau Lukiesamo, sculpteur ;
- André Lufwa Mawidi, sculpteur ;
- Wabeladio Payi, inventeur de l'écriture mandombe ;
- Étienne Flaubert Batangu Mpesa, pharmacien et chercheur ;
- Karine Ndjoko, 1ère femme noire diplômée en chimie de l'université de Neuchâtel en Suisse ;
- Luís Gomes Sambo, médecin et ancien directeur de l'OMS pour l'Afrique ;
- Helene Mambu, pédiatre et experte en santé publique ;
- Constant Luzitu Mayoko, architecte, cofondateur de l'ordre national des architectes de la RDC ;
- Alain Mabanckou, écrivain et enseignant;
- Christian Lusakueno, journaliste
- Mwazulu Diyabanza, activiste panafricain
- Sapin Makengele
- Nadia Yala Kisukidi, professeure de philosophie, agrégée et universitaire
- Mona Mpembele, journaliste, réalisatrice et productrice
- Basile Ntondele Diazolo, pharmacien et chercheur
- Samuel Malonga Nkilutomba Luba Maditidi, écrivain et lexicographe

### Musique
- Antoine Moundanda ;
- Ali MOULADY  Fofana MOULADY
- Franco Luambo, leader du TP OK Jazz
- Madilu System, chanteur congolais
- Simaro Massiya Lutumba, compositeur congolais
- Mayaula Mayoni, compositeur congolais
- Ntesa Dalienst, compositeur congolais
- Sam Mangwana, chanteur congolais
- Edouard Nganga ;
- Youlou Mabiala, chanteur congolais
- Josky Kiambukuta, chanteur congolais
- Saak Saakul, chanteur congolais du Trio Madjesi
- Kosmos Moutouari ;
- Pamélo Mounka ;
- Samba Mascott, chanteur rumba congolaise avec les Bantous de la Capitale
- N'Yoka Longo, leader de Zaïko Langa Langa
- Rapha Bounzeki ;
- Franklin Boukaka ;
- Félix Manuaku Waku, guitariste congolais
- Enoch Zamuangana ;
- Tchico Tchicaya ;
- Defao, chanteur congolais
- Aurlus Mabélé, chanteur congolais
- Mav Cacharel ;
- M'Pongo Love, chanteuse congolaise
- Félix Wazekwa, chanteur et écrivain congolais
- M'Passi, chanteuse franco-congolaise
- Passi, rappeur franco-congolais
- Ben-J, rappeur franco-congolais
- Mystik, rappeur franco-congolais
- Marie Misamu, chanteuse congolaise
- L'Or Mbongo, chanteuse congolaise
- Marcel Boungou ;
- Cindy Le Cœur, chanteuse congolaise
- Ferre Gola, chanteur congolais
- Tresor Mvoula ;
- Tiakola, rappeur français
- Koba LaD, rappeur français
- KeBlack, rappeur français
- Franglish, rappeur français
- Naza (rappeur), rappeur français
- Ninho, rappeur français
- Siboy, rappeur français
- Gaz Mawete, chanteur congolais
- Zola (rappeur), rappeur français
- Bramsito, rappeur français
- Da Uzi, rappeur français
- Niska, rappeur français
- Didier Masela, fondateur de Wenge Musica
- Carlyto Lassa, chanteur congolais

### Autres arts
- François Tamba Ndembe, sculpteur ;
- Nginamau Lukiesamo, sculpteur ;
- André Lufwa Mawidi, sculpteur ;
- Apollinaire Wantina, peintre Rendist ;
- Ndoki Kitekutu, peintre ;
- Ange Kumbi, artiste contemporain et peintre ;
- Lema Kusa, peintre, graphiste et illustrateur ;
- Bona Mangangu, peintre et photographe ;
- Papa Mfumu'eto, auteur de bandes dessinées et peintre ;
- Serge Diantantu, auteur de BD, dessinateur et caricaturiste ;
- N'Damvu Tsiku-Pezo, peintre ;
- Nkusu Felelo, peintre ;
- Wivine N'Landu Kavidi, poétesse et femme politique ;
- Ecclésiaste Lemba, acteur, scénariste et producteur ;
- Bob Nelson Makengo, réalisateur, cinéaste et photographe ;
- Pascal Nzonzi, acteur et metteur en scène ;
- Eddie Kadi, premier humoristique britannique noir à remplir à guichets fermés l'indigo de l'O2 Arena à Londres ;
- Joseph Lutumba, co-auteur avec Simon-Pierre Boka, des hymnes nationaux congolais

### Sports
- Peguy Luyindula, ancien footballeur français
- Ricky Mavuba
- Rio Mavuba, ancien footballeur français
- Steve Mandanda, footballeur français et champion du monde 2018
- Chancel Mbemba, footballeur congolais
- Christopher Nkunku, footballeur français
- Eduardo Camavinga, footballeur français
- Tanguy Ndombele, footballeur français
- Steven Nzonzi, footballeur français et champion du monde 2018
- Joël Kiassumbua, footballeur congolais
- Blaise Matuidi, footballeur français et champion du monde 2018
- Ariza Makukula, ancien footballeur congolais
- Presnel Kimpembe, footballeur français et champion du monde 2018
- Chris Mavinga, footballeur franco-congolais
- Yann M'Vila, footballeur français
- Jires Kembo, footballeur franco-congolais
- Jean Kembo uba Kembo
- Christian Luyindama, footballeur congolais
- Stephy Mavididi
- Zola Matumona, footballeur congolais
- Mbala Mbuta, footballeur congolais
- Dieumerci Ndongala, footballeur congolais
- Esotia Rosette Ndongala, boxeuse congolaise
- Jean-Victor Makengo, footballeur français
- Arnold Mvuemba, footballeur français
- Cédric Makiadi, footballeur congolais
- Chris Makiese, footballeur français

### Religion et spiritualité
- Simon Kimbangu, prédicateur et à l'origine du kimbanguisme ;
- Joseph Diangienda, leader de l'église kimbanguiste et fils de Simon Kimbangu
- Simon-Pierre Boka, prêtre jésuite et coauteur des hymnes nationaux ;
- Roger Buangi Puati, écrivain et théologien ;
- Ne Muanda Nsemi, chef de file du mouvement politico-religieux Bundu dia Kongo
- Marie Muilu Kiawanga Nzitani, épouse de Simon Kimbangu et mère de Joseph Diangienda

### Économie
- Albert Ndele, premier gouverneur de la Banque Centrale du Congo ;
- Sindika Dokolo, homme d'affaires et collectionneur d'oeuvres d'art africain
- Daniel Mukoko Samba, économiste congolais

#### Ouvrages
- Olivier Bidounga, Ntsikamanou : l'art de l'autre, précis de civilisation kongo, Éditions Amalthée, 2019, 170 p., 20 cm. Bibl. p 157-165 (ISBN 978-2-310-04194-2)
- Bruno Lapika Dimomfu, L'art de guérir chez les Kongo du Zaïre : discours magique ou science médicale, Centre d'étude et de documentation africaines, 1984, 71 p.
- Marcel Soret et André Jacquot, Les Kongo nord-occidentaux, Paris, L'Harmattan, 2005, 144 p. (ISBN 9782747586177)
- Marie-Jeanne Kouloumbou (dir.), Histoire et civilisation Kongo, Paris, L'Harmattan, 2001, 160 p. (ISBN 2-7475-0463-8)
- Dominique Ngoie-Ngalla, Les Kongo de la vallée du Niari : origines et migrations XIIIe – XIXe siècle: Bakamba, Badondo, Bakunyi, Basundi, Babeembe, Presses universitaires de Brazzaville, 1981, 163 p. (lire en ligne)
- Joseph Van Wing, Études bakongo : vol. I - Histoire et Sociologie, Bruxelles, 1921. Les deux ouvrages de Joseph Van Wing restent une référence importante. 2e édition: Études Bakongo : sociologie, religion et magie. 1959. 512 p. : plan, cartes. ; In-8° (23 cm)
- Joseph Van Wing, Études bakongo : vol II - Religions et Magie, Bruxelles, G. van Campenhout, 1938
- A. Fu-kiau kia Bunseki-Lumanisa, Le Mukongo et le monde qui l’entourait: cosmogonie Kôngo, Kinshasa, Office National de la Recherche et de Développement (Réimpression 2021, Paari éditeur), 1969
- Joaquim pedro neto RESCOVA, Mariage Traditionnel Kongo - Makuela -: Corps résistant du langage culturel bantu, La Loupe, N'Tamo (Brazzaville), Paris, Paari éditeur, 2022
- Richard Serge ZINGOULA, Lexique des Anthroponymes kongo : Lutangulu lua mazina, La Loupe, N'Tamo (Brazzaville), Paris, Paari éditeur, 2021
- Aristóteles Kandimba, O Livro dos Nomes de Angola : Cerca de 2.000 nomes de origem Bantu, Alende, Perfil Criativo, 2019

#### Documentaires
- Origine : Kongo, réalisé par Laura Chatenay-Rivauday, YN Productions / La cuisine aux images / Kontras prod, 2023, 52 min [présentation en ligne]
- Grappe à Kongos, réalisé par Jacques Mathou, France Mexique cinéma, RFO, 2002, 52 min